# Jean-Claude Casadesus
Jean-Claude Casadesus, nato Jean-Claude Probst (Parigi, 7 dicembre 1935) è un direttore d'orchestra francese.
È il figlio degli attori Gisèle Casadesus e Lucien Pascal.
È il fondatore dell'Orchestre national de Lille, che ha diretto fino al 2016.

## Biografia
Comincia la sua carriera come percussionista, prima di studiare direzione d'orchestra accanto a Pierre Dervaux e Pierre Boulez..
Viene ingaggiato all'età di 30 anni come direttore musicale del Théâtre du Châtelet di Parigi, prima di essere nominato, nel 1969 direttore permanente all'Opéra national de Paris e al Théâtre national de l'Opéra-Comique.
Nel 1971 partecipa alla creazione dell'Orchestra Nazionale dei Paesi della Loira, per poi fondare, nel 1976, l'Orchestra Nazionale di Lilla, che dirigerà fin quando, nel 2016, lascerà il posto al giovane Alexandre Bloch.
Dal 2005 al 2008 è il direttore musicale dell'Orchestra Francese dei Giovani.
Nel 2015 dirige, inoltre, le celebri Victoires de la Musique Classique.
Jean-Claude Casadesus è attualmente direttore artistico del Lille Piano(s) Festival, presidente della Scuola Superiore della Musica e della Danza e presidente dell'associazione Musique Nouvelle en Liberté, avente come scopo la diffusione di musica contemporanea ad un pubblico sempre più vasto.

## Riconoscimenti
- Comandante della Legion d'Onore
- Grand'Ufficiale dell'Ordine nazionale al merito
- Commendatore dell'Ordre des arts et des lettres
- Commendatore dell'Ordine di Orange-Nassau
- Ufficiale dell'Ordine di Leopoldo
- Cavaliere dell'Ordine delle Palme accademiche